# IC 4296
IC 4296 ist eine elliptische Galaxie vom Hubble-Typ E im Sternbild Zentaur. Sie ist schätzungsweise 161 Millionen Lichtjahre von der Milchstraße entfernt.
Das Objekt wurde am 30. Dezember 1897 von Lewis Swift.

## IC 4296-Gruppe (LGG 353)
| Galaxie   | Alternativname | Entfernung/Mio. Lj |
| --------- | -------------- | ------------------ |
| NGC 5114  | PGC 46828      | 154                |
| NGC 5140  | PGC 47031      | 167                |
| NGC 5193  | PGC 47582      | 159                |
| IC 4296   | PGC 48040      | 161                |
| IC 4299   | PGC 48057      | 174                |
| PGC 47568 | NGC 5193A      | 150                |
| PGC 47883 | NGC 5215A      | 167                |
| PGC 47887 | NGC 5215B      | 173                |
| PGC 47345 | ESO 383-5      | 155                |
| PGC 47992 | ESO 383-37     | 153                |
| PGC 47902 | ESO 383-30     | 162                |
| PGC 48125 | ESO 383-44     | 163                |
| PGC 48140 | ESO 383-45     | 168                |
| PGC 48168 | ESO 383-49     | 166                |
| PGC 48380 | ESO 383-60     | 169                |